# نوستك أليف الكالسيوم
نوستك أليف الكالسيوم (الاسم العلمي:Nostoc calcicola) هو نوع من البكتيريا يتبع جنس النوستك من الفصيلة النوستكية.